# Jean Emmanuel Jacquet
Jean Emmanuel Jacquet, poète et journaliste haïtien, né à Port-au-Prince le 26 décembre 1981.
Il a été ministre de la Culture et de la Communication en Haïti du 21 juillet 2021 au 16 janvier 2022.

## Biographie

### Études
Il a fait des études de Lettres à l'École normale supérieure, et de droit à l’École de droit et des sciences économiques des Gonaïves (EDSEG). Il a aussi étudié le journalisme à Excell.

### Parcours dans la presse écrite
Jean Emmanuel Jacquet est un journaliste qui a un long parcours dans l'univers de la presse d'Haïti.
Cofondateur du journal en ligne Sibelle, il a travaillé pendant une dizaine d'années à la Radio et Télévision nationale d'Haïti comme journaliste avant d'intégrer le quotidien Le Matin comme critique d'art et de littérature. Il collabore à divers journaux et revues : Le Chasseur Abstrait (RAL,M), Le Nouvelliste, Haïti Liberté, Cultures Sud, Parole en Archipel.
Par arrêté présidentiel du 24 avril 2020 publié dans le journal officiel, Le Moniteur, il est nommé directeur général de la Direction nationale du livre (DNL). Il est installé à ce poste au cours de la journée du 28 avril. Cette institution étatique a pour mission principale la mise en œuvre de la politique nationale en matière de livres sur les plans spirituel, éducatif, culturel et économique. Jean Emmanuel Jacquet mise spécialement sur le renforcement des Centres de lecture et d'animation culturelle (CLAC),.

### Parcours en littérature et Distinctions
Fondateur de l'Atelier le Vide, il est membre du comité de lecture des éditions Ruptures et membre de l’association Atelier Jeudi Soir dirigée par Lyonel Trouillot,.
En juin 2013, il a obtenu le prix Jacques Roche du journalisme culturel.
En 2018, il est le lauréat du prix d’excellence de littérature d’expression française du GRAHN-Monde.
En 2020, son Livre Trapèze a été à l'honneur au Marathon du Livre.

### Publications
Jean Emmanuel Jacquet est auteur de cinq ouvrages dont quatre aux éditions Ruptures :
- Homo Sensuel, avril 2013[10]
- Quartiers d'oublis, mai 2014,
- Kalawòch, mai 2015,
- La rue Gabart est ta principale maladresse, avril 2016[11],
- Trapèze, en 2018[12].